# Rose Christiane Raponda
Rose Christiane Ossouka Raponda (ur. 30 czerwca 1963) – gabońska polityk. Od lutego 2012 do stycznia 2014 minister finansów. 26 stycznia 2014 objęła funkcję burmistrza stołecznego Libreville. 12 lutego 2019 mianowana ministrem obrony  w rządzie Juliena Bekale. Od 16 lipca 2020 do 9 stycznia 2023 premier Gabonu. Od stycznia 2023 wiceprezydent Gabonu